# Hate Culture
Albums de William Control
Noir
(2010)
Singles
1. Beautiful Loser
Sortie : 30 septembre 2008

Hate Culture est le premier album de William Control. L'album est sorti le 28 octobre 2008 sur Victory Records. Selon une interview avec le magazine Kerrang!, l'album récit l’histoire d’un certain William Control et sa dernière nuit sur  terre car il veut se suicider.
Hate Culture se glisse à 12e place sur Billboard Electronic Albums, et à la 43e place sur Heatseekers.  La chanson Beautiful Loser est sorti sur iTunes le 30 septembre 2008, ainsi que le clip de la chanson. Deux chansons de cet album ont inclus dans des bandes originales: Death Club dans la bande originale de Underworld 3 : Le Soulèvement des Lycans et Strangers dans celle de Saw V.

## Pistes
Toutes les chansons sont écrites et composées par William Control.
| 1.    | Prologue                                                | 2:03 |
| 2.    | Beautiful Loser                                         | 4:35 |
| 3.    | Strangers                                               | 4:03 |
| 4.    | Hate Culture                                            | 4:23 |
| 5.    | Tranquilize                                             | 3:15 |
| 6.    | Razor's Edge                                            | 4:20 |
| 7.    | We are Already Here                                     | 0:11 |
| 8.    | Cemetery                                                | 3:42 |
| 9.    | Don't Cry for Me                                        | 2:56 |
| 10.   | Damned                                                  | 3:24 |
| 11.   | The Whipping Haus                                       | 4:43 |
| 12.   | London Town (Hidden track of a 911 call starts at 7:45) | 8:59 |
| 46:34 |                                                         |      |